# Campionato vietnamita di calcio
Il campionato di calcio del Vietnam è stato creato nel 1980.
Il campionato, articolato su quattro livelli, è organizzato dalla VFF.

## Attuale sistema
| Livelli | Divisioni                                        | Divisioni                                        | Divisioni                                        | Divisioni                                        | Divisioni                                        | Divisioni                                        | Divisioni                                        | Divisioni                                        | Divisioni                                        | Divisioni                                        | Divisioni                                        | Divisioni                                        |
| ------- | ------------------------------------------------ | ------------------------------------------------ | ------------------------------------------------ | ------------------------------------------------ | ------------------------------------------------ | ------------------------------------------------ | ------------------------------------------------ | ------------------------------------------------ | ------------------------------------------------ | ------------------------------------------------ | ------------------------------------------------ | ------------------------------------------------ |
| 1       | V League 14 club 2 retrocessioni                 | V League 14 club 2 retrocessioni                 | V League 14 club 2 retrocessioni                 | V League 14 club 2 retrocessioni                 | V League 14 club 2 retrocessioni                 | V League 14 club 2 retrocessioni                 | V League 14 club 2 retrocessioni                 | V League 14 club 2 retrocessioni                 | V League 14 club 2 retrocessioni                 | V League 14 club 2 retrocessioni                 | V League 14 club 2 retrocessioni                 | V League 14 club 2 retrocessioni                 |
| 2       | Vietnamese First Division 8 club 1 retrocessione | Vietnamese First Division 8 club 1 retrocessione | Vietnamese First Division 8 club 1 retrocessione | Vietnamese First Division 8 club 1 retrocessione | Vietnamese First Division 8 club 1 retrocessione | Vietnamese First Division 8 club 1 retrocessione | Vietnamese First Division 8 club 1 retrocessione | Vietnamese First Division 8 club 1 retrocessione | Vietnamese First Division 8 club 1 retrocessione | Vietnamese First Division 8 club 1 retrocessione | Vietnamese First Division 8 club 1 retrocessione | Vietnamese First Division 8 club 1 retrocessione |
| 3       | Vietnamese Second Division Gruppo A 4 club       | Vietnamese Second Division Gruppo B 4 club       | Vietnamese Second Division Gruppo C 4 club       | Vietnamese Second Division Gruppo D 4 club       |                                                  |                                                  |                                                  |                                                  |                                                  |                                                  |                                                  |                                                  |
| 4       | Vietnamese Third Division                        | Vietnamese Third Division                        | Vietnamese Third Division                        | Vietnamese Third Division                        | Vietnamese Third Division                        | Vietnamese Third Division                        | Vietnamese Third Division                        | Vietnamese Third Division                        | Vietnamese Third Division                        | Vietnamese Third Division                        | Vietnamese Third Division                        | Vietnamese Third Division                        |